# Olga Rivera Hernáez
Olga Rivera Hernáez es Catedrática de Organización y Política de empresa de la Universidad de Deusto. Fue Vicenconsejera de Calidad, Innovación e Investigación Sanitaria del Departamendo de Sanidad y Consumo en la IX Legislatura del Gobierno Vasco.

## Formación
Licenciada en CCEE y Empresariales por la ESTE-Facultad de CCEE y Empresariales de la Universidad de Deusto en San Sebastián (1982).
Doctora en CCEE y Empresariales por la Universidad Autónoma de Madrid (1988).
Catedrática de Organización y Política de Empresa de la Universidad de Deusto en San Sebastián (1996).

## Trayectoria profesional
De 1987 a 1990: Jefe de Gabinete del Consejero de Industria y Comercio. Primer Gobierno de coalición PSE-PNV bajo la presidencia del lehendakari Ardanza. Consejero: Ricardo González Orus; Vicelehendakari: Ramón Jaúregui.
Desde 1994 hasta hoy: Directora de la línea de investigación Gestión del Conocimiento y la Innovación de la Universidad de Deusto.
Desde 2006 es miembro del Grupo Promotor de la Innovación en Guipúzcoa, proceso promovido por la Diputación Foral de Guipúzcoa dentro del marco de Gipuzkoa Berritzen.
También desde 2006 es miembro del Foro de empresas con unidad de I+D, dentro de Gipuzkoa Berritzen.
Desde 2008 es Directora del Curso Economía de la Salud, Farmacoeconomía y Sistema Sanitario, de la Universidad de Deusto con el apoyo del Instituto Vasco de Innovación Sanitaria (Bioef).
El año de su lanzamiento -2003-, y desde el 2006 hasta hoy: Directora del Curso MOC - Microsistemas of Competitiveness (CCEDR - Curso de Competitividad Empresarial y Desarrollo Regional) en el Instituto Vasco de Competitividad - Orkestra. Es un proyecto en Red Internacional desarrollado por M.E. Porter y el Institute for Competitiveness de la Universidad de Harvard.  Desde 1994 a 1996: Miembro del Equipo Promotor del Cluster del Conocimiento en gestión empresarial.  Desde su constitución en 1996 hasta 1999 es Miembro de la Junta Directiva del Custer del Conocimiento en gestión empresarial.
Desde 1992 hasta 2004: Vicedecana de la ESTE-Facultad de CCEE y Empresariales de la Universidad de Deusto en San Sebastián. Y en este mismo período: Directora del Departamento de Organización, Política de empresa y Recursos Humanos de la ESTE-Facultad de CCEE y Empresariales de la Universidad de Deusto en San Sebastián.  De 1997 a 1999: Miembro de la Comisión de Calidad de la Universidad de Deusto.  Desde 1999 hasta 2004: Directora del Master de especialidad en Dirección Estratégica (MEDE) de la ESTE.

## Áreas de investigación
Ha dirigido docenas de proyectos de investigación en colaboración con empresas y consultorías, tanto a nivel de la CAV como a nivel internacional, en las áreas siguientes: Innovación y Competitividad, Economía de la Salud y Sistema Sanitario, Modelización del Sistema Sanitario y Dinámica de Sistemas, Inteligencia Emocional, Políticas y Análisis Cluster, Indicadores de competitividad y análisis comparado de la industria vasca frente a la española y comunitaria, Aprendizaje Organizativo, Gestión del Conocimiento y Evaluación del Capital Intelectual, Formación de directivos: evolución, perspectivas y desarrollo de procesos innovadores.

## Áreas de docencia
Como Catedrática de Organización y Política de empresa de la ESTE-Universidad de Deusto ha desarrollado su actividad docente tanto en la Licenciatura como en los diferentes Posgrados desarrollados por las facultades y por la Deusto Business School (DBS) en las áreas de Organización, Política de empresa y Dirección Estratégica.
Ha diseñado e impartido el Curso de doctorado sobre Gestión del Conocimiento, Aprendizaje Organizativo y Evaluación del Capital Intelectual. Este curso se ha impartido en San Sebastián, Montevideo y Lima.
Profesora del MOC-Microeconomics of Competitiveness/CCEDR (Curso de Competitividad Empresarial y desarrollo regional) desarrollado por M.E. Porter y el Institute for Competitiveness de la Universidad de Harvard, desde 2003 hasta hoy.

## Colaboraciones internacionales
Colabora habitualmente con las siguientes instituciones internacionales: Harvard University, MOC Network; Institute of Advanced Studies de la Universidad de Lancaster (RU); Lancaster Leadership Center de la Lancaster University Management School (LUMS); Management School de la Universidad de Marquette (EE. UU.); Njenrode University (Holanda); Universidad Católica del Uruguay, Grupo de Gestión del Conocimiento; Universidad de la República de Uruguay; Universidad de San Andrés (Argentina).